# Matično plovilo
Mátično plovílo je ladja ali zrakoplov, ki nosi manjšo ladjo ali zrakoplov, in ta je zmožna opravljati naloge neodvisno. Zgled takšnih plovil so bombniki, ki so predelani, da lahko nosijo preizkusni zrakoplov do višin, kjer lahko opravijo svoje raziskovalne naloge (Boeing B-52 (Balls 8)/North American X-15) in ladje, ki nosijo manjše podmornice do območja v oceanu, ki ga želijo raziskati. Matična ladja lahko nato ponovno naloži manjše plovilo ali ga pusti samega.
Izraz matična ladja izhaja iz 19. stoletja, ko so uporabljali manjše in hitrejše ladje za kitolov. Ulovljeno meso so nato natovorili na večjo in počasnejšo ladjo, kjer so ga predelali in shranili do prihoda na obalo. Na ta način so lahko veliko učinkoviteje lovili kite. Čeprav danes kitolov ne poteka v tako velikem obsegu kot takrat, ribiči še vedno uporabljajo samostojne velike ladje. Takšne ladje so znane tudi kot tovarniške ladje.